# Hara Masatane
Hara Masatane est un nom japonais traditionnel ; le nom de famille (ou le nom d'école), Hara, précède donc le prénom (ou le nom d'artiste).
Hara Masatane (原 昌胤, Hara Masatane, né en 1531 et mort le 29 juin 1575) était l'un des 24 généraux de Takeda Shingen, le fils de Hara Masatoshi et un parent éloigné de Hara Toratane.
Il était un commandant remarquable et a notamment participé à la bataille de Mimasetoge (1569), et a été tué au premier rang du combat pendant la bataille de Nagashino en 1575.